# Badande kvinna
För andra betydelser, se De badande.
Badande kvinna (franska: La Baigneuse eller Baigneuse Valpinçon) är en oljemålning av den franske konstnären Jean-Auguste-Dominique Ingres. Den målades 1808 och är sedan 1879 utställd på Louvren i Paris. Dess franska alternativa titel härrör från en av tavlans första ägare som hette Valpinçon.
Ingres var den mest övertygade nyklassicisten i sin generation. Rena konturer, kyliga färger och gestalter baserade på antik skulptur och Rafaels måleri var kärnan i hans stil. Han målade ofta mytologiska och historiska motiv. Med målningen Akilles mottager i sitt tält Agamemnons sändebud (1801) vann han det franska konststipendiet Prix de Rome, vilket finansierade hans uppehälle i Rom från 1806. Ingres stannade i Italien till 1824. Badande kvinna ingick tillsammans med Oidipus och sfinxen i hans första sändning till Paris som visade prov på hans studier i den klassiska konsten i Rom. Målningarna fick dock initialt ett ganska kyligt mottagande av konstetablissemanget i Paris.
Badande kvinna var en av Ingres första kvinnliga nakenstudier. Många fler skulle följa. I en av hans sista målningar, Det turkiska badet (1852–1862), återanvände han samma ryggvända kvinnofigur som i Badande kvinna (den mandolinspelande kvinnan i förgrunden). Ingres är berömd för sina skulpturala långsträckta kvinnoryggar som såg ut att ha några extra kotor. Förutom Badande kvinna förekommer liknade kvinnoporträtt i Den stora odalisken och Jupiter och Thetis. 
Den danske guldåldersmålaren C.W. Eckersberg uppehöll sig i Rom vid tidpunkten då Ingres målade Badande kvinna. Det är möjligt att han såg tavlan och inspirerades till att långt senare måla En naken kvinna ordnar sitt hår framför en spegel (1841).

## Relaterade målningar

Ingres återanvänder samma kvinnofigur i Det turkiska badet (1852–1862).